# Ar meno un quejío
Ar meno un quejío es una película dirigida por Fernando de France en el año 2005.

## Argumento
Luna es una realizadora aficionada que conoce a un maestro de la composición y el cante flamenco llamado Chico Ocaña. Tras un concierto de éste con su grupo ella queda encantada con el talento y el arte que demuestra en el escenario y muestra un gran interés por conversar con él. Chico accede sin problemas y con soltura a las curiosidades de Luna y congenian de forma especial. De esta forma, a la amante del cine se le ocurre la idea de grabar un documental con la ayuda de su novio Manu sobre el flamenco del siglo XXI, visto y examinado por la experiencia de Chico Ocaña. Aceptado el reto comienzan con el trabajo aprovechando la gira que su grupo tiene por España y Cuba. 
El contenido del documental se centra en el impacto que su música tiene sobre los diferentes países a los que acuden y la respuesta que cada pueblo da al flamenco de este grupo llamado Los Mártires del Compás. "Ar meno un quejío" mezcla los géneros de ficción y documental con el objetivo de que el espectador descubra la fuerza y los entresijos del "flamenco urbano", que es la música que produce el grupo al que pertenecía Chico Ocaña.

## Premios
- Palmarés del Festival de cine español de Málaga Biznaga de plata a la mejor película en el año 2006